# Jávai bambuszharkály
A jávai bambuszharkály (Sasia abnormis) a madarak (Aves) osztályának harkályalakúak (Piciformes) rendjébe, ezen belül a harkályfélék (Picidae) családjába tartozó faj.

## Rendszerezése
A fajt Coenraad Jacob Temminck holland zoológus írta le 1825-ben, a Picumnus nembe Picumnus abnormis néven.

## Alfajai
- Sasia abnormis abnormis (Temminck, 1825)
- Sasia abnormis magnirostris Hartert, 1901[2]

## Előfordulása
Ázsia délkeleti részén, a Maláj-félszigeten, Szumátra, Jáva és Borneó szigetein él. Az erdőkben található meg.

## Megjelenése
Testhossza 8-9,5 centiméter, testtömege 7,2-12 gramm. Feje, melle és hasa narancssárga, a háta barna. Rövid, támaszkodásra is használt farka sötétbarna. Erős szétálló ujjú kapaszkodásra alkalmas lába van.

## Életmódja
Az erdők alsó rétegében és a talajon keresgéli hangyákból és rovarokból álló táplálékát.

## Szaporodása
Fák ágaiba vájt üregbe rakja tojásait.